# Cycnoches guttulatum
Cycnoches guttulatum är en orkidéart som beskrevs av Rudolf Schlechter. Cycnoches guttulatum ingår i släktet Cycnoches, och familjen orkidéer. Inga underarter finns listade i Catalogue of Life.